# Fábio Mansilhas
Fábio Andrade Mansilhas, nascido em 18 de fevereiro de 1995 (30 anos) em Vila Nova de Famalicão, é um corredor ciclista português.

## Biografia
Originário de Vila Nova de Famalicão, Fábio Mansilhas entrega se desde sua juventude ao ciclismo. Fez seus começos a 10 anos no Centro Ciclista de Avidos. Em 2009, ele integrou a formação ADR Ases de Penafiel, com a qual assina a sua primeira vitória. Em categoria cadete, ele consegue vários sucessos sobre estrada bem como vários títulos nacionais em ciclocross e sobre  pista, sobretudo na disciplina de perseguição individual.
Como junior, ele ganhou várias medalhas durante os campeonatos nacionais sobre pista, e termina entre outra oitava do campeonato de Portugal sobre estrada e da Volta a Portugal em sua tenra idade em 2013. Durante este mesmo ano, está  na equipa nacional de Portugal para disputar Paris Roubaix juniors e o Troféu Centre Morbihan.
Após uma primeira experiência nos profissionais ao seio da equipa Rádio Popular, volta para equipas amadoras portugueses em 2015, ao seio do clube Moreira Congelados-Feira-KTM. Em 2016, conclui a taça de Portugal esperanças no quarto lugar à classificação final, graças aos seus lugares de honra durante as mangas desta última. (2.º da Volta a Maia .) Termina igualmente no terceiro lugar  na Clássica de Amarante, posição que ocupa igualmente no Troféu da Ascensão e na Clássica de Pascua, duas provas do calendário amador ciclismo espanhol. no mês de setembro, adjudica-se ambas etapas ao programa bem como a classificação geral da Volta dos Campeões.
Equipas elite:
- 2018 LA Aluminios
- 2014 Rádio Popular

## Palmarés sobre estrada
- 2016
  - Grande Prémio dos Campeões :
    - Classificação geral
    - 1.ª (contrarrelógio por equipas) e 2.ª etapa

  - 3.º da Clássica de Pascua

### Palmarés sobre pista Campeonatos de Portugal
- 2011
  -  Campeão de Portugal de perseguição cadets
  -  Campeão de Portugal de perseguição por equipas cadets (com Pedro Moreira, Paulo Cunha e Tiago Machado)
  -  Campeão de Portugal da carreira aos pontos cadets

## Palmarés em ciclocross
- - 3.º do Campeonato de Portugal de Ciclocross Esperanças